# Vrh pri Ljubnu
Vrh pri Ljubnu este o localitate din comuna Novo mesto, Slovenia, cu o populație de 88 de locuitori.